# Городнє (Ковельський район)
Городне (пол. Horodno) — село в Україні, у Ковельському районі Волинської області. Входить до складу Любомльської ОТГ. Перша писемна згадка — 1487 рік. Населення становить 713 осіб, площа села — 2,18 км².

## Географія
Городне знаходиться в північній частині Любомльської громади, розташоване на північний схід від центру громади на віддалі 8 км по прямій лінії. Землі села, від земельних територій сіл Почапи і Чорноплеси до земельної території села Куснища, простягаються на віддаль до 12-15 км. Межує з півночі — із селами: Скрипиці, Масловець і Головно, із заходу — із селом Куснища, з південного заходу — із селом Бірки, з півдня — із селом Скиби, на південний схід із селом Підгородне, на схід — із селами Почапи та Чорноплеси.

## Історія
Перша виявлена на сьогодні писемна згадка про село припадає на 1487 рік. Ця згадка знаходиться в архівній справі Terrstria Chelmensia Decreta (2-25 k. 115) Державному архіві в Любліні (Archiwum Państwowe w Lubline).
У 1487 року селом Городном володів боярин на ім'я Василій. У 1515-1798 роках село було одночасно власністю декількох господарів, переважно поляків чи євреїв.
В 1745 році в Городному побудована церква святого апостола Луки, яка була перебудована в 1859 році через малу місткість. З 1956 року цей храм — пам'ятка архітектури місцевого значення.
З 1798 до 28 вересня 1874 року Городне належало поміщикам Ручинським. Після них селом володів генерал-лейтенант Крилов, а з 1880 року — генерал-майор П. П. Чичерін. З 1882 року села Городне і Кізя переходить у власність дворян Сухомліних.
В 1926 році було створено українське прокомуністичне робітничо-селянське об'єднання під назвою «Сельроб». За часів німецького окупаційного режиму в роки німецько–радянської війни (26 червня 1941 — 20 липня 1944 рр.) було вивезено понад 100 чол., пограбовано 93 селянських сім'ї, 2/3 села спалено, 5 сімей замордовано і закатовано. Під час війни діяли загони УПА, в котрих було немало місцевих селян.
В післявоєнний 1948 рік було відновлено колгосп «ім. Молотова», а коли у 1959 році до нього було приєднано колгоспи сіл Масловець і Скрипиці, його перейменували на «Шлях Леніна». Цей колгосп був розформований у 1973 році. Ще у 1956 році було відкрито цегельню.
В 1970 році було відкрито новий будинок культури, де було створено хор–ланку та художню самодіяльність, яка діє до нинішнього часу.
До 4 серпня 2017 року село підпорядковувалось Куснищанській сільській раді Любомльського району Волинської області.
19 липня 2020 року, в результаті адміністративно-територіальної реформи та ліквідації Любомльського району, громада увійшла до складу Ковельського району.

## Населення
Згідно з переписом УРСР 1989 року чисельність наявного населення села становила 792 особи, з яких 369 чоловіків та 423 жінки.
За переписом населення України 2001 року в селі мешкало 713 осіб.

### Мова
Розподіл населення за рідною мовою за даними перепису 2001 року:
| Мова       | Відсоток |
| ---------- | -------- |
| українська | 99,58 %  |
| російська  | 0,42 %   |

## Інфраструктура
У селі діють:
- дев'ятирічна школа;
- фельдшерсько-акушерський пункт;
- будинок культури;
- бібліотека

## Релігія
Окрім церкви святого апостола Луки в Городному на старому цвинтарі знаходиться каплиця на честь Іверської ікони Божої Матері, на новому кладовищі — церква на честь святих апостолів Варфоломія і Варнави, а також церква святого благовірного князя Олександра Невського. Будівництво цього храму було розпочалося у 2006 році, а 4 вересня 2011 року його було освячено. 12 вересня цього ж року, у день перенесення мощей благовірного князя Олександра Невського, новозбудований храм відсвяткував перше престольне свято.
Також в селі встановлено пам'ятник на честь 2000-ліття Різдва Христового.

## Відомі люди
- Варфоломій (Ващук) — архієрей Української Православної Церкви Московського патріархату, митрополит Рівненський і Острозький.

## Галерея

Хрест-пам’ятник на честь перемоги над французами в Вітчизняній війні 1812 року
Каплиця Іверської ікони Божої Матері в селі Городно
Церква на честь Святих апостолів Варфоломія і Варнави в селі Городно
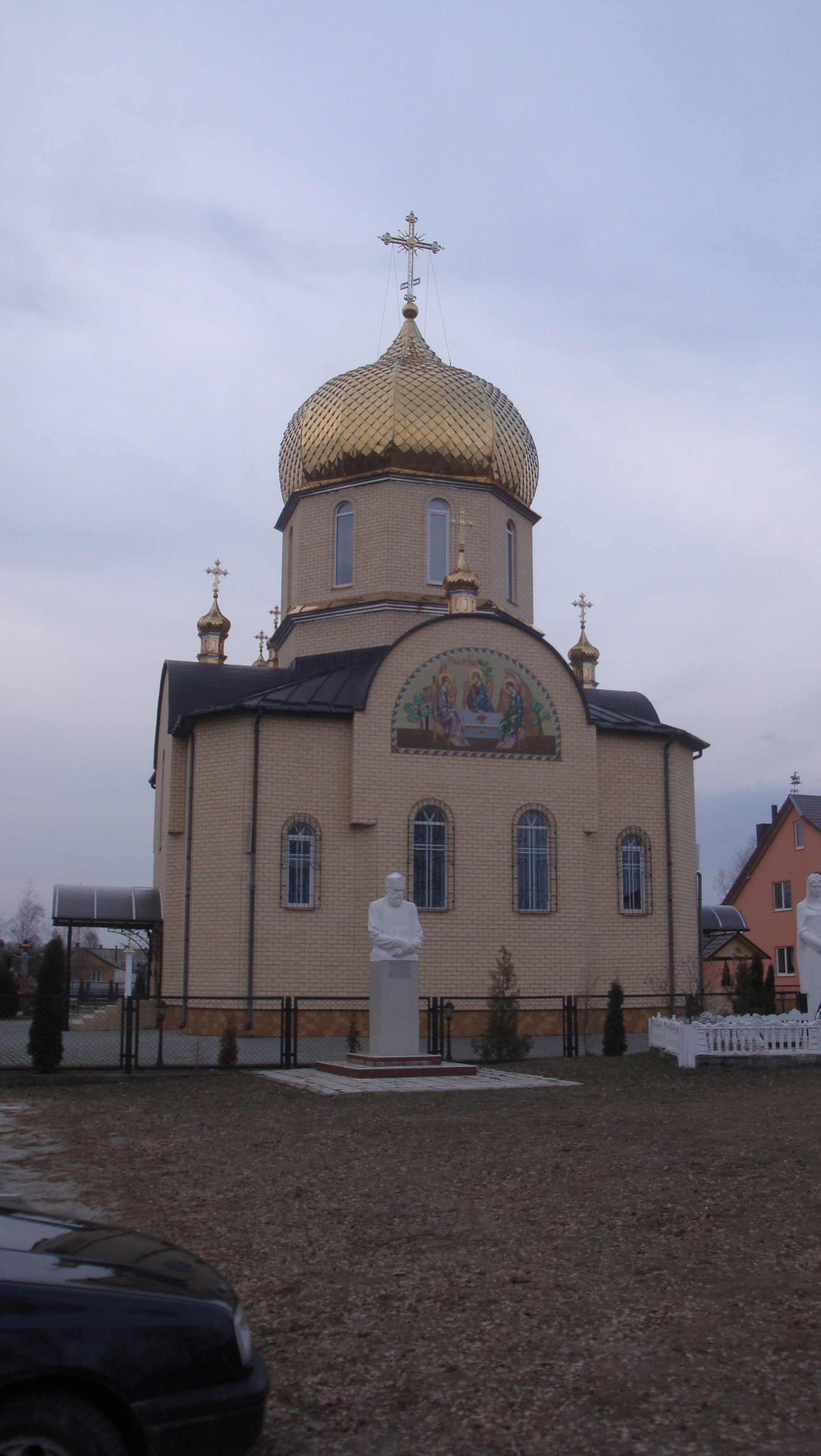
Церква святого Олександра Невського в Городно у 2017 році